# Station Bellignat
Station Bellignat is een spoorwegstation in de Franse gemeente Bellignat.